# Gaëlle Thalmann
Gaëlle Thalmann (Bulle, Suiza; 18 de enero de 1986) es una futbolista suiza. Juega como guardameta en el Real Betis de la Primera Iberdrola de España. Es internacional con la selección de Suiza.

## Trayectoria
Comenzó su carrera en el Rot-Schwarz Thun en 2003. Al año siguiente pasó al Zuchwil 05, y en 2006 al LUwin.ch. Al año siguiente debutó con la selección suiza. 
En 2008 se marchó a la Bundesliga alemana. Jugó la 2008-09 en el Turbine Potsdam y la 2009-10 en el Hamburgo como portera suplente. En 2010 regresó a Suiza, con el Grasshopper, pero al año siguiente volvió a la Bundesliga, en el Lokomotive Leipzig. 
En 2012 fichó por el Torres italiano. Fue el primer equipo extranjero en el que fue titular, y con él debutó en la Liga de Campeones. En 2014 comenzó su tercera etapa en la Bundesliga, con el Duisburgo.
En la actualidad (clasificación para el Mundial 2015), es la portera titular de la selección suiza. 